# 자브리나 라이터
자브리나 라이터(Sabrina Reiter, 1983년 8월 5일 ~ )는 오스트리아의 배우이다.

## 출연 작품
- 3일 안에 죽는다 2 (2008)
- 3일 안에 죽는다 - 죽음의 문자 메시지 (2006)